# 姐御 (1988年の映画)
『姐御 ANEGO』（あねご）は、1988年11月16日に公開された日本映画。東映京都撮影所製作、東映配給。黒木瞳主演・鷹森立一監督。
藤田五郎原作の小説『女侠客』（じょきょう）の映画化で、本格的に女性を主人公とする任侠やくざ映画。黒木瞳がヤクザを演じたのは2022年現在まで本作のみ。

## キャスト
- 紺野愛：黒木瞳
- 大阪 古溝組 三代目 片倉弘：名高達男
- 居酒屋の女将 吉本澄江（元極道の妻）：香山美子
- 亜矢子（田ノ浦組長の愛人）：白都真理
- 加代（トシの女）：高部知子
- 大阪 古溝組組長 古溝康彦：寺田農
- 田ノ浦組組長 田ノ浦強：石橋蓮司
- 田ノ浦組 戸川真之：綿引勝彦
- 大阪 古溝組 トシ：石橋保
- 友則：濱近高徳
- ケン：小川晃廣
- タツ：大前兼司郎
- ヒデ：後藤信吾
- 吉田：宮路佳倶
- 片山：佐藤仁哉
- 田ノ浦組組員 香川：関根大学
- 田ノ浦組組員：河本忠夫
- 田崎：市川好郎
- 杉本昇治（田ノ浦組の客分）：ビートたけし ※特別出演
- 居酒屋の客 山名（小説家）：荒井注
- 三橋刑事：志賀勝
- 遠山刑事：間寛平
- 弁護士 殿村：品川隆二
- 広島刑務所 戒護課長：横山ノック
- 幸子（愛の娘）：竹村愛美
- バーテン：タンクロー
- 片倉弘の母：正司歌江
- ニムラ建設 吉野：岡崎二朗
- 文造：河合絃司
- 福本清三
- 野口貴史
- 大阪 古溝組若頭 紺野淳一：松方弘樹

## スタッフ
- 監督：鷹森立一
- 製作：俊藤浩滋・高岩淡
- 企画：藤映像コーポレーション
- プロデューサー：佐藤雅夫・厨子稔雄・天野和人
- 原作：藤田五郎（「女侠客」青樹社刊）
- 構成：斯波道男
- 脚本：中島貞夫

- 撮影：木村大作
- 美術：内藤昭
- 照明：増田悦章
- 編集：市田勇
- 整音：伊藤宏一
- 録音：芝氏章
- 記録：中嶋俊江
- 撮影補佐：信坂利文
- 助監督：比嘉一郎
- 装置：梶谷信男
- 装飾：西川由紀夫
- 背景：西村三郎
- 衣裳：豊中健
- 美粧：田中利男
- 結髪：山田真佐子
- 音響効果：竹本洋二、和田秀明
- 擬斗：金田治（JAC）
- 火薬効果：ブロンコ
- ヘアーメイク：福田高広
- 衣裳コーディネーター：堀田都志子
- 刺青：毛利清二
- 方言指導：永居光男、河原芳美、川鶴晃浩
- 演技事務：藤原勝
- 進行：下戸聡
- キャスティング：葛原隆康
- スチール：中山健司
- 音楽：津島利章
- 主題歌：閔海景（ミン・ヘイギョン）

「この世のすべて」
（作詞：佐藤純子／作曲：姜仁遠／編曲：川口真）
- 進行主任：宇治本進

## 製作

### 企画
高岩淡東映専務（当時）が、1988年9月20日に東映本社で行われた映画誌のインタビューで本作について「（1988年）秋は『華の乱』の後、11月後半に『極道の妻たち』とはちょっと異質の『姉御』という作品を出しますが、これはヤクザの親分の夫が殺され、その妻が仇きを打つという話なんです。黒木瞳が主演しているんですが、おとなしい彼女が入れ墨をして姉御役に挑戦する。いま京都で撮影しています。俊藤浩滋さんは『修羅の群れ』とか、『最後の博徒』という実録ものの後、二年ほど修復していましたが、岡田社長（岡田茂）と俊藤さんが話し合っている中に、二人の合作で出来たんです。関西のヤクザ社会の話を基にして作った『緋牡丹博徒』よりもっと厳しいものです。ありがたいことにこれにビートたけしと松方弘樹が出てくれるんです。うちのヤクザ映画にビートたけしが出てくれるのは初めてですし、松竹新喜劇の連中も応援出演してくれますが、これは俊藤さんの力でしてね。これは東撮（東映東京撮影所）の『疵』と同じジャンルの作品ですけど、作る母体が違いますし、一種のゲリラ映画ですが、これも大きな目玉になるのではないかと思います」と述べている。岡田は新しい形で女優を主役とする任侠路線を復活させようと構想していたため、黒木瞳を映画デビューさせる際に面接した岡田が、黒木でこれをやろうとしたものと見られる。
またこれ以前の1988年春の映画誌のインタビューでは高岩が、「『華の乱』と『激突』（『将軍家光の乱心 激突』）の間に『極道の妻たち 三代目姐』か『おんな飛車角』のどちらかを（1988年）11月にやります」と話していることから、本作の企画を練っていたものと見られ、『極道の妻たち 三代目姐』は半年遅れて1989年4月8日に公開されていることから、同傾向の映画を避けて本作が優先して製作されたものと考えられる。1988年夏頃の仮タイトルは『姐御といわれた女』だったが、『姐御』に短縮された。
俊藤は1974年2月に東映を退社してフリーのプロデューサーになっており、1980年代に入るとプロデュース作のペースも落ち、本作は3年ぶりのプロデュース作だった。
当時はビデオ・テレビ放映等、二次使用の儲けが大きい時代で、岡田社長から「映画で損をしないところから始めよ。そうすれば二次使用で利益が充分出る」と興行で大赤字だけは出さないよう指示が出ていた。

### キャスティング
ビートたけしがヤクザ役で東映に出演するのは初めて。東映はこの年の夏、『二人の刑事(デカ)』というタイトルで、ビートたけし主演映画を企画し、ビートたけしを口説いていたが、たけしのテレビ番組の視聴率が落ちてきたため、もう客を呼べるタレントではないと判断し、「スケジュールが調整できなかった」としてその企画を中止し、ビートたけしに対して失礼な対応を行ったが、本作には出演した。当時の文献には、同時期にやはり熱心にたけしを口説いていた松竹富士のプロデューサー・奥山和由の『灼熱』に主演が決まったと書かれている。

## 作品の評価

### 興行成績とビデオ売上げ
1988年11月16日から12月16日までの35日間の一本立て興行を打ち、配収3億円。ビデオは翌1989年に発売され3万9,000本を売り上げた。ビデオ価格は不明だが、ビデオ売上げは4億円以上と見られる。岡田社長は本作が予想以上に売れたことに驚き、1989年6月8日の第1回ビデックス・ジャパンの会期中にあった「東映ビデオ感謝パーティー」で挨拶に立ち「ビデオのモトは映画である。東映はビデオレンタルでも商売になる映画を今後もどんどん作り続ける」と宣言した。また映画誌のインタビューで「レンタルでの回転率、東映が抜群なんだよ。『姉御』なんかな。ビデオ出したら大ヒットだ。これ見てあのテのもの（ヤクザ映画）まだイケると、こう思うんだな」と述べた。

## リメイク作
2003年、高島礼子主演映画『姐御 ANEGO』が公開された。監督は一倉治雄
キャスト
- 高島礼子、石橋凌、永島敏行、伊武雅刀、畑山隆則、津田寛治、菅田俊、江波杏子、山西道広、松重豊、草薙幸二郎